# Tammy Acciari
Tammy Acciari – australijska judoczka. Startowała w Pucharze Świata w 1999. Zdobyła cztery medale na mistrzostwach Oceanii w latach 1994 - 2000. Mistrzyni Australii w 1998 i 1999 roku.